# Plerem
Unter Plerem werden in der Linguistik zwei etwas unterschiedliche Dinge verstanden:
- In der Glossematik ist damit die kleinste Einheit der Bedeutung eines Glossems, d. h. eines sprachlichen Zeichens, gemeint (Inhaltsseite), während sein Antonym Kenem den bedeutungslosen, arbiträren Zeichenkörper bezeichnet (Ausdrucksseite). Andere Schulen der Linguistik verwenden stattdessen den Terminus semantisches Merkmal oder Sem.
- Von einigen Sprachwissenschaftlern wird Plerem für das kleinste (d. h. nicht in kleinere Elemente derselben Art zerlegbare) sprachliche Zeichen verwendet,[1] das von den meisten Linguisten Morphem oder Morph genannt wird. So heißt es in einem Lehrbuch der Morphologie: „Das Minimalzeichen, das im folgenden kurz Plerem genannt werden soll, hat einen Ausdruck, der im allgemeinen aus mehreren Phonemen bzw. Graphemen besteht, und einen Inhalt, der sich in mehrere Bestandteile aufgliedern lässt.“[2] In dieser Terminologie ist z. B. -er ‘plural’ wie in Bretter ein Plerem, während die Menge aller Plereme mit dem Inhalt ‘plural’ (also auch -e ‘plural’ wie in Tage, -en ‘plural’ wie in Staaten usw.) ein Morphem ist und die Menge aller Plereme mit dem Ausdruck <er> (u. a. -er ‘komparativ’ wie in schneller) ein Morph.[3]